# Goggia gemmula
Goggia gemmula — вид геконоподібних ящірок родини геконових (Gekkonidae). Мешкає в Південно-Африканській Республіці і Намібії.

## Поширення і екологія
Goggia gemmula мешкають в пустелі Ріхтерсвельд на території Північнокапської провінцій ПАР і в сусідній районах південної Намібії. Вони живуть в тріщинах серед долеритових скель.